# 헤일리 풀로스
헤일리 풀로스(Haley Pullos, 1998년 7월 10일 ~ )는 미국의 배우이다. 미국의 일일 연속극 《제너럴 호스피털》에서 몰리 랜싱 데이비스 역으로 잘 알려져있다.

## 출연 작품

### 영화
- 데드 에어 (2009, Dead Air)
- 콜렉터 (2009)
- 다크 하우스 (2009)
- 듀크 포르노 스타 (2017, From Straight A's to XXX)

### 텔레비전
- 틸데스 (2007,'Til Death)
- 고스트 위스퍼러 (2008)
- 제너럴 호스피털 (2009-현재)